# Lumban Toruan
Lumban Toruan is een bestuurslaag in het regentschap Dairi van de provincie Noord-Sumatra, Indonesië. Lumban Toruan telt 969 inwoners (volkstelling 2010).